# 通城县
通城县，别称银邑，简称隽。位于中国湖北省东南部，是咸宁市所辖的一个县。县人民政府驻隽水镇。
面积为1129.29平方公里，其中耕地208.21平方公里，通城县总人口約43万人。通城距武汉200公里，距咸宁111公里。

## 历史
虽然争议不少，但历代史学界倾向于认为明末农民起义军领袖李自成兵败后，在本县境内九宫山遭民团杀害。

### 名称
通城县名源于通城镇，为北宋宋神宗熙宁五年取“境内隽水北入长江直达武昌城”之意而命名。

### 沿革
- 周朝，属楚国
- 秦朝，属南郡
- 汉朝，汉高祖六年(公元201年)置下隽县；汉武帝时属长沙国；建武十三年改长沙国为长沙郡，下隽县隶之。
- 三国，属吴国，为周瑜封邑。
- 南齐，东昏侯永元元年（公元499年），改下隽县为上隽县，设锡山市（今隽水镇）。
- 梁朝，大同五年（公元539年）废上隽县,分立乐化县、下隽县，隶属上隽郡。
- 隋朝，开皇十二年（公元592年），乐化、下隽并入蒲圻县，属荆州夏郡。
- 唐朝，天宝元年（公元742年），分蒲圻南境置唐年县（今通城、崇阳境），隶属鄂州。宪宗元和二年（公元807年）,改锡山市为镇。元和五年（公元810年）更名为通城镇。
- 五代，杨行密（公元902-903年），改唐年县为宗阳县，南唐又改宗阳县为唐年县。
- 北宋，宋太祖开宝八年（公元975年），改为崇阳县，属鄂州。宋神宗熙宁五年（公元1072年），分崇阳县南上隽、乐化、天宝3乡置通城县。此为通城设县之始。
- 元朝，属武昌路
- 明朝，属武昌府。
- 清朝，属武昌府。
- 中华民国，属江汉道，民国21年后，属湖北省第一行政督察专员公署。
- 1949年10月，属大冶专员公署 。
- 1958年11月，通城、崇阳合县。
- 1960年1月，属武汉市。
- 1960年12月，恢复通城县，属孝感专员公署。
- 1965年8月，属咸宁专员公署
- 1998年12月，咸宁地区撤销，设立地级咸宁市，通城县属咸宁市。

## 人口
根据第七次人口普查数据，截至2020年11月1日零时，通城县常住人口426288人。
2007年末，通城县总人口477048人。其中农业人口391022人，非农业人口86026人；男性248372人，占52.1%；女性228676人，占47.9%；县城隽水镇常住人口100433人；农村外出务工经商人口87088人；乡村劳动力174438人，其中：男劳动力95477人，女劳动力78961人；人口密度为422人/平方公里，人口自然增长率5.92‰；人口平均寿命73岁，65岁及以上老年人口占通城县总人口的5.8%。

## 地理
- 位置 通城县位于湖北省东南部，湘鄂赣三省交界之幕阜山北麓。地跨东径113°36￠-114°4￠，北纬29°2￠-29°24￠。县境南与东南界湖南省平江县、江西修水县，西与西北毗邻湖南省岳阳县、临湘市，北与东北与本省崇阳县相邻。东西最长约45公里，南北最宽约40.5公里。

- 气候 通城地处中纬度，四季分明。年平均气温15.5°C（山区）至16.7°C（城区）。7月最热，1月最冷，最高气温为39.7°C，最低气温为-15.2°C。无霜期为258天左右，年均降雨量1450毫米（城区）至1600毫米 （山区）。主要灾害有低温、旱涝、连阴雨、大风、冰雹、高温。

- 水资源 通城县雨量充沛 ，溪流密布，水利资源丰富，县内有溪港135条，溪流汇集成隽水河、菖蒲港、铁柱港、沙堆河4大河流，经崇阳县注入陆水。其中：隽水河县内长43公里，年径流量2.44亿立方米；菖蒲港全长37公里，年径流量3.08亿立方米；铁柱港全长24.68公里,年径流量2.04亿立方米；沙堆河全长23.5公里，年径流量1.07亿立方米。境内有中小型水库73座，总蓄水量16811.6万立方米，其中中型水库六座，即云溪、阁壁、龙潭、百丈潭、左港、东冲，年蓄水量分别为3620万立方米、1142万立方米、972万立方米、1380万立方米、1340万立方米、1093万立方米。县委政府抓住蓄、引、提和工程配套4个环节兴修水利，形成以百丈潭、东冲 、云溪、龙潭和阁壁5座中型水库为骨干的4大灌溉体系。大小水电站127处，装机162台，23745万千瓦，年发电量6000万千瓦时，被列为全国400个"十五"规划重 点水电农村电气化县之一。

- 地貌 通城县境东、南、西三面群山环抱，属幕阜山脉。构成面积483.9平方公里的中高山区（海拔均在250米以上）；丘陵区面积519.7平方公里；散处丘陵之间和溪河两侧的平畈区仅125.69平方公里。海拔最高点为黄龙山只角楼，计1528.3米。海拔最低点在四庄乡小井村北，为78米。溪流密布，河床多粗沙结构。

## 资源
- 通城境内矿产、生物资源丰富，有江南药库、荆楚瓷都、鄂南茶都之称。盛产优质水稻、茶叶、板栗、药材等，近年来更赢得了“茶叶之乡”、“云母之乡”、“生猪之乡”、“建筑之乡”、“砂布王国”的美誉。

## 经济
- 通城作为湘鄂赣三省交界的商品集散中心，边贸经济一向繁荣。城市建设日新月异，1999、2001年度两次夺得全省小城市建设规划管理“楚天杯”，发展环境不断优化，形成了以市引商，以商活市的浓厚发展氛围，城镇经济初有起色。通过深化改革，优化组合，扶优壮强，形成了涂附磨具、绝缘材料、中药制剂、建筑材料为支柱的工业体系，工业经济初具规模。

## 行政区划
通城县下辖9个镇、2个乡：
隽水镇、麦市镇、塘湖镇、关刀镇、沙堆镇、五里镇、石南镇、北港镇、马港镇、四庄乡、大坪乡、鹿角山林场、锡山森林公园管理处、黄龙林场、黄袍林场和药姑林场。

## 交通
- 目前，通城县拥有公路1245公里，每平方公里公路密度为1.085公里，高于咸宁市平均水平。其中：国道25.67公里，县道70.62公里，乡村道680公里，全县现有等级公路242.42公里，有二级公路74公里，有高级、次高级公路118公里。构成了城通乡,乡通城的全方位公路格局。
- 通城东通九江，南通长沙，北通武汉，西通岳阳。
- 武深高速、 杭瑞高速过境
- 武（汉）长（沙）公路: 106国道
- 通（城）临（湘）公路: 320省道320, 301省道
- 通（城）修（水）公路: 320省道, 311省道
- 353国道过境。